# Mołtajny
Mołtajny (niem. Molthainen, późn. Molteinen) – wieś w Polsce położona w województwie warmińsko-mazurskim, w powiecie kętrzyńskim, w gminie Barciany.
W latach 1954–1972 wieś należała i była siedzibą władz gromady Mołtajny. W latach 1975–1998 miejscowość administracyjnie należała do województwa olsztyńskiego.
Dojazd z Barcian do Mołtajn przez Bobrowo, dalej z Mołtajn można dojechać do Asun.
Mołtajny są położone nad Jeziorem Arklickim.

## Historia
Używane nazwy wsi: Moltheim, Molteinen Molthenen.
Wieś lokowana między 1374, a 1379 r. należała do zakonu krzyżackiego, wskazuje na to istniejąca tu strażnica krzyżacka leżąca na terenie komturii królewieckiej. Zamek krzyżacki w Mołtajnach zniknął jeszcze w średniowieczu, być może w czasie wojny trzynastoletniej. Mołtajny przeszły w posiadanie rodu von Schlieben w roku 1469 (zobacz Brzeźnica). Mołtajny w rękach Schliebenów były do XVII w., a w wieku XVIII były w posiadaniu rodu Egloffsteinów.
Przed II wojną światową przez wieś biegła wąskotorówka (Rastenburger Kleinbahn) z Kętrzyna do Gierdawy (Żeleznodorożnyj). Linia została otwarta w 1917. Przed 1939 rokiem wąskotorówka została zamknięta z powodu nieopłacalności lecz wojna uchroniła sieć kolejową, która i tak była głównie wykorzystywana przez właścicieli okolicznych majątków do przewozu płodów rolnych, głównie buraków cukrowych do Kętrzyna. W 1945 r. Rosjanie tory rozebrali i wywieźli.
W czasie II wojny światowej w Mołtajnach zatrudnieni byli przy pracach polowych jeńcy wojenni z kampanii wrześniowej. Jeńców na noc zamykano w baraku nad Jeziorem Arklickim.
W latach siedemdziesiątych XX w. w Mołtajnach wybudowano agroosiedle (blokowisko) z domem kultury i kotłownią C O w celu zapewnienia mieszkań dla pobliskich PGR. Budynki znajdują się w administracji Spółdzielni Mieszkaniowej "Mołtajny", która jest także administratorem budynków w Wopławkach.
Mołtajny są sołectwem do którego obok Mołtajn należą: Arklity, Błędowo, Górki i Markuzy. W latach 1973–1977 sołectwo Mołtajny należało do gminy Skandawa.

## Kościół
Parafia św. Anny w Mołtajnach należy do Dekanatu Kętrzyn II.
Pierwsza wzmianka o kościele w Mołtajnach pochodzi z roku 1384. Proboszczem Mołtajn w roku 1486 był Baltazar Löszenstein. W tym czasie parafia posiadała cztery włóki ziemi.
Przed reformacją parafia w Mołtajnach należała do archiprezbiteratu sępopolskiego. Odbywały się tu pielgrzymki do św. Anny. Do roku 1730 w dzwonnicy przechowywany był jej obraz.
Gotycki kościół, został wybudowany pod koniec XV w. wyróżnia się wschodni szczyt korpusu. Sklepienia świątyni pozorne, w kruchcie zachowało się pierwotne sklepienie gwiaździste. Wieża została podwyższona na początku XVI w., ozdobiona blendami, zwieńczona szczytem schodkowym ze sterczynami i nakryta dwuspadowym dachem. Późnobarokowy ołtarz i organy ufundowane zostały przez Egloffsteinów w 1782. Organy zbudował Karol Henryk Obuch z Morąga. W posadzce kościoła znajdowała się płyta nagrobna Schliebena (zm. 1561).
Na cmentarzu przykościelnym zachował się barokowy grobowiec (uszkodzony) Albrechta (zm. 1791) i Henrietty Egloffsteinów (zm. 1776) z XVIII w.

## Oświata
Nowy budynek szkolny wybudowano tutaj w roku 1960, a dziesięć lat później w Mołtajnach funkcjonowały ośmioklasowa szkoła podstawowa, szkoła przysposobienia rolniczego oraz przedszkole. Po ostatniej reformie oświaty w Mołtajnach funkcjonowały sześcioklasowa szkoła podstawowa i trzyletnie Gimnazjum (Zespół Szkół); aktualnie szkoła jest 8-letnią Szkołą Podstawową.

## Demografia
W roku 1785 wieś miała 16 domów mieszkalnych.
Liczba mieszkańców: w roku 1856 – 247 osób, w 1910 – 301, w 1939 – 672, w 1970 – 234, 2005 – ok. 760.